# Jack Stacey
Jack William Stacey (* 6. April 1996 in Bracknell) ist ein englischer Fußballspieler. Zumeist als offensiv agierender rechter Außenverteidiger eingesetzt, wurde er beim FC Reading ausgebildet und war Teil der erfolgreichen Mannschaft von Luton Town, die zwischen 2017 und 2019 von der vierten in die zweite Liga durchmarschierte.

## Karriere
Stacey begann seinen fußballerischen Werdegang als 8-Jähriger beim FC Reading, der unweit seines Geburtsorts Bracknell in der Grafschaft Berkshire beheimatet ist. Dort durchlief er die diversen Altersgruppen, bevor er im Dezember 2013 den ersten Profivertrag unterschrieb. Sein Debüt absolvierte er in der Schlussminute der Partie gegen Ipswich Town am 16. August 2014 und im weiteren Verlauf der Saison 2014/15 absolvierte er noch fünf weitere Ligapartien. Im Oktober 2015 unterzeichnete er bei dem Zweitligisten einem neuen Vertrag bis Sommer 2019, aber in der Folgezeit blieb ihm der sportliche Durchbruch in Reading versagt. Stattdessen lieh ihn sein Verein in der Spielzeit 2015/16 zunächst ab Ende November 2015 bis zum Jahresende an den FC Barnet sowie ab Ende März 2016 ebenfalls für gut einen Monat an Carlisle United aus, die beide in der viertklassigen Football League Two unterwegs waren. 
Ende August 2016 schloss er sich erneut einem Viertligisten auf Leihbasis an, der nunmehr Exeter City hieß. Die Laufzeit sollte zunächst bis Januar 2017 befristet sein, wurde jedoch später auf die vollständige Saison 2016/17 ausgedehnt. Gemeinsam mit Exeter zog Stacey ins Playoff-Finale zum Aufstieg in die dritte Liga auf, unterlag dort jedoch mit 1:2 gegen den FC Blackpool. Kurze Zeit später ließ ihn Reading dann endgültig ziehen und beim Viertligisten Luton Town fand Stacey eine neue sportliche Bleibe.
Sofort nach seiner Ankunft in Luton wurde Stacey Stammspieler auf der rechten Abwehrseite und in seiner ersten Saison stand er in 44 seiner 45 absolvierten Partien in der Startelf. Dabei trug er maßgeblich über den Gewinn der Vizemeisterschaft zum Aufstieg in die dritte Liga bei. Dort konnte sich Stacey mit seinen Mannen nicht nur behaupten, sondern ließ auch den Durchmarsch als Drittligameister in die zweitklassige EFL Championship folgen. Mit seinen Stärken, die in einer athletischen Spielweise und der Durchsetzungskraft – gleichsam defensiv und offensiv – zu finden waren, machte er sich endgültig einen Namen bei prominenteren englischen Klubs. Letztlich wechselte er im Juli 2019 in die Premier League zum AFC Bournemouth, der ihn mit einem Vierjahresvertrag ausstattete.
2023 wechselte er zu Norwich City.